# Публий Корнелий Лентул Марцелин (оратор)
Вижте пояснителната страница за други личности с името Публий Корнелий Лентул Марцелин.
Публий Корнелий Лентул Марцелин (на латински: Publius Cornelius Lentulus Marcellinus) е политик и оратор на Римската република.
Произлиза от клон Лентули – Марцели на фамилията Корнелии. Син е на Марк Клавдий Марцел (претор 73 пр.н.е.), който е осиновен от фамилията Лентул.
През 67 пр.н.е. e легат при Помпей Велики и се бие против пиратите в Средиземно море.
Жени се за Корнелия от рода Сципион и е баща на Гней Корнелий Лентул Марцелин (консул 56 пр.н.е.), който има втора съпруга Скрибония, която 40 пр.н.е. става втора съпруга на бъдещия император Октавиан Август.
Дядо е на Публий Корнелий Лентул Марцелин (квестор 48 пр.н.е).